# ثيستل (يوتا)
ثيستل (بالإنجليزية: Thistle)‏ عبارة عن مدينة أشباح في مقاطعة يوتا، في الولايات المتحدة الأمريكية،وتبعد حوالى 65 ميلا عن مدينة سولت ليك. خلال عصر القاطرات البخارية كانت الصناعات الأولية في البلدة من القطارات ترجع لدنفر وريو غراندي للسكك الحديدية. وترتبط ثروات البلدة بشكل وثيق مع السكة الحديدية حتى ظهرت قاطرات الديزل، حينها بدأت المدينة في الانخفاض.
في نيسان عام 1983 حقق (المعروف باسم ركود) فوزاً ساحقاً بإقامة سد على نهر ثيستل الإسباني. وتم اجلاء السكان كما أيد ما يقرب من 65,000 قدم فدان (80,000,000 M3) من المياه يصل والفيضانات البلدة.